# Портрет Карла V в кресле
«Портрет Карла V в кресле» — картина Тициана. В этом портрете он проявил себя как зрелый художник, мыслитель и проницательный наблюдатель человеческой натуры и заложил основы композиционной схемы испанского парадного портрета.

## История создания
История взаимоотношений художника и императора насчитывает много лет. Своим благосостоянием и репутацией Тициан во многом был обязан Карлу V. Кисти художника принадлежат также ещё несколько портретов императора.
В 1530 году Карл прибыл в Болонью по случаю своей коронации. Там Тицианом был написан первый портрет императора. Картина не сохранилась — известно лишь, что это был поясной портрет в парадных доспехах, украшенных орденом Золотого руна, и что он послужил иконографической моделью портрета воина-победителя. За этот портрет император предложил вознаграждение в один дукат, к которому Федерико Гонзага, герцог Мантуанский, добавил ещё 150 из собственного кармана. Очевидно, портрет не очень понравился.
Через два года, когда Карл V снова оказался в Болонье, Тициан пишет для императора две картины — так называемый «Портрет Карла V с собакой» (по образцу Якоба Зайзенеггера), а также «Портрет Ипполито Медичи в венгерском костюме» (Флоренция, галерея Палатина), изображающий императорского полководца. На портрете императора Тициан впервые в своем творчестве использует иконографический тип изображения человеческой фигуры на портрете в полный рост.
Репутация Тициана как художника после написания этой картины упрочилась ещё более. В письме к Фердинанду I от 1534 года посол императора в Венеции Лопе де Сория отозвался о нём как о «лучшем на свете рисовальщике с натуры» и сообщил о желании Карла V позировать ещё для одного портрета. Высокую оценку творчества художника подтвердил и сам Карл V в письме 1536 года к Педро де Толедо, маркизу Вильяфранка и вице-королю Неаполя, назвав его «первым живописцем», который «и поныне таковым остается».

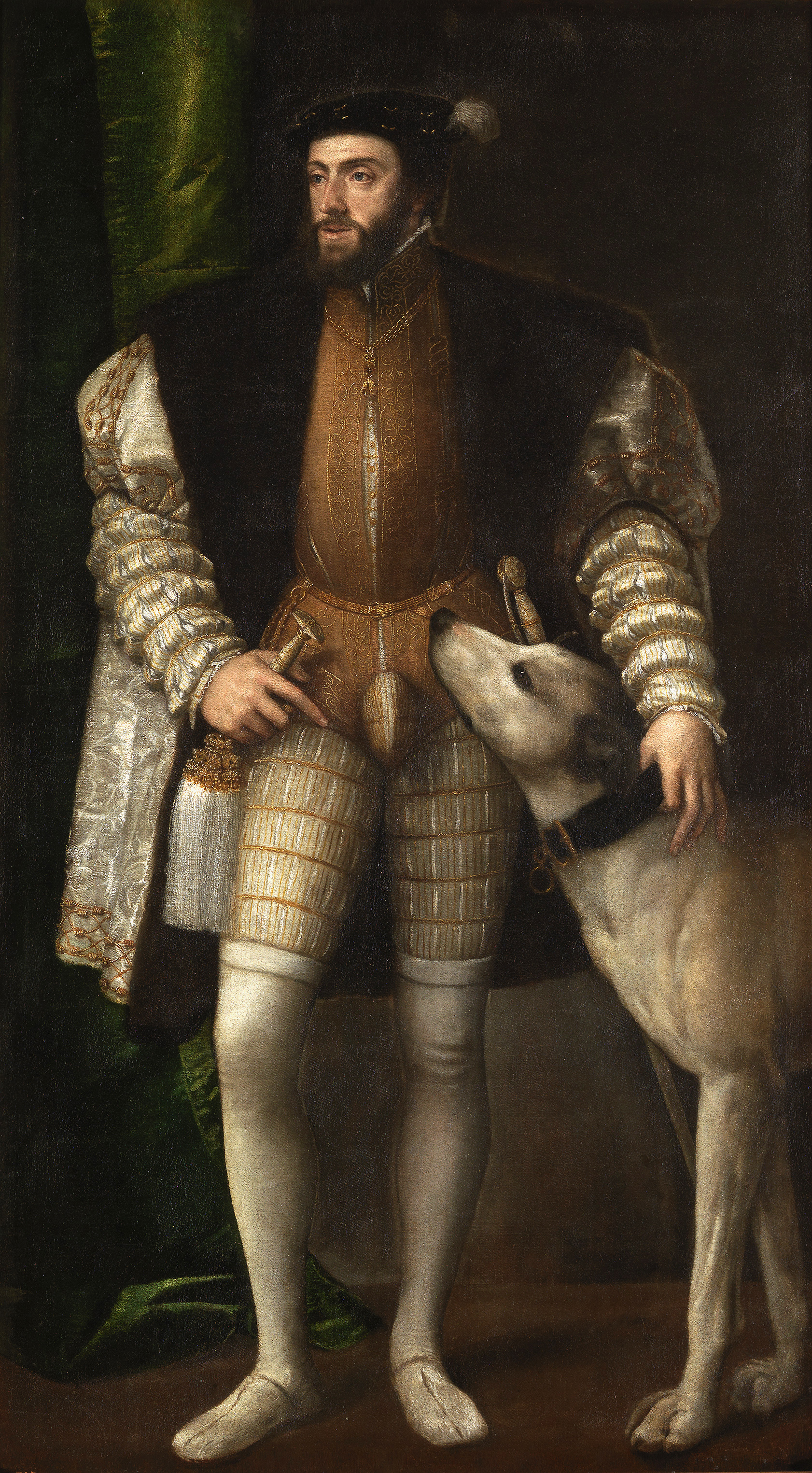
«Портрет Карла V с собакой», Музей Прадо

Тициан. «Карл V в сражении при Мюльберге». 1548. Музей Прадо. Мадрид

Но следующие 10 лет заказов больше не поступает, пока летом 1543 года во время аудиенции, данной императору папой Павлом III, (чей портрет Тициан как раз тогда писал — сейчас в Неаполе, музей Каподимонте), Карл V снова не встретил художника и не заказал ему портрет императрицы. Немного спустя Тициан начинает также работу над «Венерой», предназначенной для Карла, а в январе 1548 года приезжает в Аугсбург, где после победы при Мюльберге император собрал Рейхстаг, и начинает свой второй портрет императора — «Император Карл V в сражении при Мюльберге» (Прадо), увековечивающий эту победу, который стал образцом другого типа парадного портретов — конного, на много веков вперед. Считается, что идея такой иконографии пришла в голову самому императору.
В том же году в Аугсбурге Тициан создает «Портрет императора Карла V в кресле», который как бы является психологическим панданом и одновременно антитезой конному портрету, представляя правителя в частной обстановке. Работы Тициана в Аугсбурге, где он пишет ещё ряд парадных портретов, заканчиваются в октябре 1548 года. Этот портрет считался частным и был послан в подарок родственнику, курфюрсту Баварии в Мюнхен, где и хранится до настоящего времени.

## Описание полотна
Могущественный властелин окцидента изображён сидящим в кресле, одетый во все чёрное, без каких-либо атрибутов власти и государственного достоинства, внешне практически неотличимый от зажиточного купца. Лишь орден Золотого руна (высшего отличия, даруемого знатным особам герцогом Бургундии) на его груди и шпага указывают на благородное происхождение. Орден Золотого руна был основан прапрадедом Карла V герцогом Филиппом Добрым и до нач. XVIII в. будет появляться на портретах всех испанских королей из рода Габсбургов, часто служа их единственным украшением (см. напр. «Портрет Филиппа IV» Рубенса или «Портрет Карлоса II в облачении магистра Ордена Золотого руна» Хуана Карреньо де Миранды).
Простота изображения подчёркивает высокое положение изображённого на картине человека, наряду с композиционными средствами, указывающими на его значимость: полнофигурный портрет в кресле — до этого бывший лишь привилегией пап и формат полотна, вытянутого по вертикали, использован таким образом, что приблизительно четверть пространства картины над головой монарха остается пустым.
Пространственные паузы, подчёркнутые вертикали, соотношение фигуры и видимого в окне далёкого пейзажа призваны возвеличить образ императора в рамках заданной схемы портретного замысла. У зрителя возникает чувство обширности пространства, величины, независимости, которое переносится на изображённого на полотне императора. Чёрное одеяние дано в глубоком, мрачном контрасте с красным цветом ковра. Фигура императора кажется изображённой в пространстве большого зала верхнего этажа, а стена с ковром за ним как бы намекает на балдахин трона.
48-летний Карл выглядит рано постаревшим, на бледном лике лежит печать тяжести его высокого ранга. Но Тициан видит не усталого старика, не больного усталого монарха, который в ту пору уже думал об отречении. Его телесная слабость кажется незначимой по сравнению с духовной силой, явно ощутимой во взгляде из-под слегка приподнятых бровей его глубоко посаженных вопрошающих глаз. Морщина на лбу и тонкие губы выражают предельную концентрацию, а в уголках рта можно угадать следы улыбки. Худое, изжелта-бледное лицо хотя и выдаёт страдания, вызванные подагрой, но одновременно выражает постоянное напряжение воли, решительную твёрдость характера.
В отличие от «Конного портрета», здесь не заметно парадности и репрезентативности, лишь увековечивание уникальной человеческой личности с великолепным психологическим мастерством. «Конный портрет» служит прекрасной иллюстрацией того факта, что выражение «империя, в которой никогда не заходит солнце», впервые было употреблено относительно государства Карла V. А «Портрет в кресле» лучше сопроводить строками немецкого историографа:
В последние годы своей жизни Карл V страдал подагрой и глубокой меланхолией, переходившей часто на короткое время в сумасшествие и бывшее вероятно печальным наследием его несчастной матери. (Шлоссер Ф.)
В отличие от остальных тициановских портретов Карла V, на этом полотне уже лежит заметный отпечаток бурной эпохи, последовавшей за Ренессансом, с её беспокойством и неустроенностью, что и ощущается Тицианом, передающим это чувство с мастерством художника Возрождения и не ограниченной временем прозорливостью.

### Вклад Сустриса
Недавняя рентгенограмма открыла записи, сделанные в мастерской Тициана чужой рукой, возможно Ламбертом Сустрисом, помогавшим окончить портрет. Замысел не был осуществлён до конца за счёт живописного выполнения, сделанного художником средней руки. И всё же портрет остаётся интереснейшим художественным памятником своей эпохи.